# Gambusia nobilis
Gambusia nobilis (in het Amerikaans Pecosgambusia) is een zoetwatervis, verwant aan het muskietenvisje, uit de familie Poeciliidae en de orde tandkarpers. Het visje is gemiddeld 3,3 cm lang en kan maximaal 4,8 cm lang worden.

## Status op de rode lijst
De Pecosgambusia was inheems in de staten New Mexico en Texas (VS) in het stroomgebied van de rivier de Pecos. In de jaren 1950 droogde een aantal wateren uit en verdwenen er populaties. Nu is er nog een populatie in de districten Jeff Davis en Pecos. De Pecosgambusia wordt bedreigd door verdroging en hybridisering met verwante soorten en predatie door de groene zonnebaars (Lepomis cyanellus) en de forelbaars, (Micropterus salmoides). Daarom staat de soort als bedreigd op de rode lijst van Texas en als kwetsbaar op de internationale rode lijst.